# Okraj Špital ob Dravi
Okraj Špital ob Dravi (nemško Spittal an der Drau) je administrativni okraj (Bezirk) v avstrijski zvezni deželi Koroški.
Področje obsega površino 2.763,99 km², po podatkih iz leta 2001 na njem živelo 81.719 prebivalcev, 2020 pa skoraj 6000 manj oz. le še slabih 76.000. Povprečna gostota prebivalstva je 30 oseb/km². To je po površini drugi največji avstrijski okraj (na prvem mestu je Liezen). Administrativno središče je mesto Špital ob Dravi (Spittal an der Drau).

## Administrativne poddelitve
Okraj je razdeljen na 33 občin, od katerih so tri mesta (mestne občine), devet pa je trških občin.

### Mesta
1. Sovodenj (2.605)
2. Radenče (6.620)
3. Špital ob Dravi (16.045)

### Trške občine
1. Greifenburg (1.911)
2. Lurnsko polje (Lurnfeld) (2.718)
3. Milje (Millstatt) (3.351)
4. Oberdrauburg (1.334)
5. Zgornja Bela (Obervellach) (2.540)
6. Sachsenburg (1.438)
7. Jezernica (Seeboden) (6.045)
8. Steinfeld (2.291)
9. Winklern (1,134)

### Občine
1. Bad Kleinkirchheim (1.863)
2. Baldramsdorf (1.819)
3. Berg im Drautal (1.373)
4. Dellach im Drautal (1.769)
5. Flattach (1.373)
6. Großkirchheim (1.606)
7. Sveta Kri (1.185)
8. Irschen (2.080)
9. Kleblach-Lind (1.299)
10. Krems in Kärnten (2.157)
11. Lendorf (1.776)
12. Malnice (Mallnitz) (1.027)
13. Malta (2.185)
14. Mörtschach (942)
15. Mlinče (Mühldorf) (963)
16. Rangersdorf (1.805)
17. Reißeck (2.521)
18. Rennweg am Katschberg (2.025)
19. Stall (1.868)
20. Trebežinče (Trebesing) (1.263)
21. Weißensee (788)

(podatki iz leta 2001)